# Jasna Zlokić
Jasna Zlokić (rođena Dragojević) (Vela Luka, 15. ožujka 1955.) je hrvatska pjevačica.

## Životopis
Glazbom se počinje baviti već kao sedmogodišnja djevojčica nastupajući u dječjem kazalištu. Kao tinejdžerka nastupa na festivalima pjevača amatera, da bi 1974. godine osvojila titulu Prvog glasa Dubrovnika. 
Pobjeda na natjecanju amatera u Splitu ´81 godine odvodi je na finale u Sisak gdje osvaja pobjedničku lentu što joj donosi kao posebnu nagradu i poziv da sljedeće godine nastupi u seniorskoj konkurenciji na Splitu ´82. Predstavlja se skladbom “Nina, nana” te joj je dodijeljena nagrada najbolje debitantice. Nastupa i na Splitu ´83 s “Ne znam koji vjetar puše”, te na Splitu ´84 s Dujmićevom skladbom “Skitnica”. Ta je skladba postala, ne samo prjelomnica, već i odrednica njene karijere. Stotine tisuća prodanih ploča i držanje vrha popularnosti cijele te godine najbolji su dokaz pjevačke afirmacije Jasne Zlokić. Iste jeseni osvaja i Zagrebfest opet s Dujmićevom skladbom “Povedi me”. Godinu je zaokružila osvajanjem titule najbolje pjevačice za 1984. godinu. 
Već na sljedećem Splitu 85 sa skladbom “Pjesmo moja” osvaja treće mjesto. 1986. nastupa na Splitu a tekst pjesme izaziva sklandal na festivalu, pjesma se nije smjela na radiju puštati do 1990. Iste godine pobjeđuje na cavtatskom Karnevalfestu s pjesmom “Ne spominji stare ljubavi”.
Splitski festival ´87 obilježila je Runjićevom skladbom “Adio bella” koja postaje velikim hitom. S istom pjesmom osvaja drugo mjesto na Madeirasong festivalu. Na Splitskom festivalu 1988 osvaja 2. mjesto s pjesmom "Lutajuće srce". Pobjeđuje na festivalu "Mesam" s pjesmom "Noć i dan". U izuzetno jakoj konkurenciji, ponovo osvaja titulu Pjevačice godine 1988. Kako je bilo vrijeme da se okuša i na Eurovizijskim pozornicama, ´89 nastupa na tadašnjoj “Jugoviziji” (osvaja 5. mjesto), međutim pobjedu je odnijela Riva ujedno i pobjednica “Eurovizije”. Iste godine Jasna pobjeđuje na Zagrebfestu s pjesmom "Kad odu svi".
Svoju dugogodišnju uspješnu glazbenu karijeru oplemenila je s više od sto osamdeset humanitarnih koncerata,a svoj umjetnički dignitet temeljen na izrazitoj glazbenoj kvaliteti održava i danas. Bila je predgrupa na koncertu mega popularnog američkog repera 50 Centa. 
2020. godine nakon desetogodišnje diskografske pauze započinje suradnju s glazbenikom Vjekoslavom Dimterom te objavljuje uspješan glazbeni singl Potrošilo nas vrime.

## Diskografija
- 1984. – Pusti me da prođem (Skitnica) – dijamantna ploča
- 1985. – Vjeruj mi – platinasta ploča [5] – više od 200.000 ploča
- 1987. – Ja sam ti jedini drug – platinasta ploča
- 1988. – Lutajuće srce – zlatna ploča
- 1989. – Vrijeme je uz nas – zlatna ploča
- 1990. – Kad odu svi
- 1990. – Tiho sviraj pjesmu ljubavnu
- 1992. – Bez predaha (mix)
- 1993. – Nisam ti se tugo nadala
- 1996. – Sunce moga neba
- 1997. – Sve ove godine (kompilacija) (1984-1990)
- 1999. – Žena od mota
- 2002. – Putevima vjetra
- 2004. – Best of 1990-2004
- 2006. – Ljubavni parfemi
- 2007. – Zlatna kolekcija
- 2010. – Dueti
- 2012. – Love collection (najbolje ljubavne pjesme)
- 2015. – Best of
- 2017. – 50 originalnih pjesama
- 2024. – 25 Greatest Hits (kompilacija)

## Nastupi na festivalima i nagrade
- 1982 – Splitski festival – Nina Nana – nagrada za najbolju debitanticu
- 1983 – Splitski festival – Ne znam koji vjetar puše
- 1984 – Splitski festival – Skitnica – 6. mjesto
- 1984 – Zagrebfest – Povedi me – 1. mjesto
- 1984 – Pjevačica godine
- 1985 – Splitski festival – Pjesmo moja – 3. mjesto
- 1985 – Mesam – Idi, dobro je – 5. mjesto
- 1986 – Splitski festival – Pismo (do 1990. pjesma se nije smjela izvoditi)
- 1986 – Karnevalfest (Cavtat) – Ne spominji stare ljubavi – 1. mjesto
- 1987 – Splitski festival – Adio Bella – 5. mjesto (da nije bilo namještanja glasova bila bi 2.)
- 1987 – Madeira song festival – Adio bella – 2. mjesto
- 1987 – Karnevalfest (Cavtat) – Tako je slatko
- 1987 – Mesam – Mama – 3. mjesto
- 1988 – Splitski festival – Lutajuće srce – 2. mjesto
- 1988 – Karnevalfest (Cavtat) – Ja putujem – 1. mjesto
- 1988 – Vaš šlager sezone – Noć i dan – 1. mjesto
- 1988 – Mesam – Jedna žena na prozoru – 9. mjesto
- 1988 – Pjevačica godine
- 1989 – Jugovizija – Sve ove godine – 5. mjesto
- 1989 – Zagrebfest – Kad odu svi – 1. mjesto
- 1990 – Zagrebfest – Idi sad
- 1993 – Melodije hrvatskog Jadrana – Sve moje ljubavi žive u tebi – 2. mjesto
- 1994 – Melodije hrvatskog Jadrana – Teške su riči pale dušo – nagrada za najbolju interpretaciju
- 1994 – Zagrebfest – Živjet ću za dane radosti
- 1995 – Melodije hrvatskog Jadrana – Sve sam ti suze oprostila
- 1999 – Zagrebfest – Srce na srcu
- 2001 – Melodije hrvatskog Jadrana – Uzeja bi me – 3. mjesto
- 2002 – Melodije hrvatskog Jadrana – Ja moram pobijediti sve
- 2004 – Splitski festival – Ako ljubav nebo zna
- 2008 – Splitski festival – Moja Ljubav
- 2020 – Pjevačica godine

## Filmografija

### Televizijske uloge
- "Zlatni studio" kao izvođačica (2020.)
- "Volim Hrvatsku" kao natjecateljica (2019.)
- "Moja 3 zida" kao Jasna (2009.)
- "Zauvijek susjedi" kao J. Zlo (2007.)